# Peter Stilbs
Peteris (Peter) Stilbs, född 1 juni 1945, är en svensk kemist och professor emeritus i fysikalisk kemi vid Kungliga Tekniska högskolan (KTH) i Stockholm. 

## NMR-forskning
Stilbs blev teknologie doktor i Lund 1974, med en avhandling baserad på NMR-spektroskopi. År 1986 blev han professor vid Kungliga Tekniska Högskolan i Stockholm och 2012 professor emeritus där. Hans forskning har framför allt gällt metodaspekter av NMR-spektroskopi inom flera olika tillämpningsområden, speciellt baserat pulsad-(magnetfälts)gradient spinn-eko metodologi för att studera molekylär självdiffusion och elektroforetisk förflyttning. Verksamheten med nästan 200 peer-granskade artiklar sammanfattades 1987 i en översiktsartikel med titeln "Fourier Transform Pulsed-Gradient Spin-Echo Studies of Molecular Diffusion" som (2023) citerats över 1 700 gånger, samt en bok publicerad 2019 "Diffusion and Electrophoretic NMR". Stilbs publicering har (2023) enligt Google Scholar över 10 000 citeringar och ett h-index på 52. Han tilldelades år 2000 Svenska Kemisamfundets utmärkelse Arrheniusplaketten.

## Nobelprisdebatten 2003
Stilbs har också deltagit med synpunkter i den offentliga debatten i olika naturvetenskapliga frågor. Den amerikanske uppfinnaren Raymond Damadian ansåg att Nobelpriset i fysiologi eller medicin 2003 (som utdelades för kärnmagnetisk resonans i medicinsk avbildning) borde ha tilldelats honom själv istället för Paul C. Lauterbur och Sir Peter Mansfield samt inledde en högljudd kampanj på detta tema. Stilbs tog då nobelpriskommitténs beslut i försvar och förklarade varför Raymond Damadians tidiga patentskrifter på området inte kan anses hålla måttet som forskning, även om han lyckats vinna patentstrider med hjälp av dem. Stilbs menade samtidigt, att om någon blivit förbigången var det inte Damadian utan fysikern Erwin Hahn. 

## Debattör
Stilbs har som debattör framfört kritiska synpunkter på förutsättningarna för forskningen och universitetsundervisning i Sverige från 1990-talet och framåt. Han har gjort gällande att många utbildningspolitiker ger en glättad bild av den svenska forskningsfinansieringen och blundar för tillståndet i den högre utbildningen.

### Klimatdebattör
Stilbs har engagerat sig i debatten kring global uppvärmning med kritiska synpunkter på de slutsatser som FN-organet IPCC har publicerat i ett antal rapporter och som bland annat ligger till grund för Kyotoprotokollet. Han har gjort gällande att IPCC ger politiker och allmänhet en osann bild om att det skulle råda vetenskaplig konsensus kring IPCC:s slutsatser samt att IPCC:s modeller innehåller flera brister avseende bland annat vattenångans bidrag till växthuseffekten och temperatureffekter på kolcykeln. På Stilbs initiativ arrangerade KTH i september 2006 symposiet Global Warming – Scientific Controversies in Climate Variability i syfte att låta såväl företrädare för IPCC:s majoritetssyn som kritiker komma till tals. Framträdande bland kritikerna var Fred Singer, medförfattare till boken "Unstoppable Global Warming - Every 1500 Years" (2007). Efter symposiet publicerade Stilbs och Singer tillsammans en text i nättidningen Sourze som ifrågasatte att det verkligen finns bevis för att mänskliga utsläpp av växthusgaser orsakar en nutida global uppvärmning. Stilbs och Stockholmsinitiativet, nuvarande Klimatrealisterna, kritiseras i en artikel i Vetenskap och Folkbildnings tidskrift Folkvett för att ägna sig åt pseudovetenskap i frågan om global uppvärmning. Stilbs fick ge replik i nästkommande nummer av Folkvett där han ansåg kritiken var felaktig.
Stilbs är en av de svenska undertecknarna av ett upprop publicerat 2019 från Climate Intelligence (CLINTEL) med rubriken "Det finns ingen klimatkris", och som starkt motsätter sig "den skadliga och orealistiska CO2-nollpolitiken som föreslagits för 2050".